# Штефані Ґерляйн
Штефані Ґерляйн (нім. Stephanie Gehrlein; нар. 10 квітня 1982) — колишня німецька тенісистка.
Найвищу одиночну позицію світового рейтингу — 121 місце досягла 14 червня 2004, парну — 544 місце — 23 жовтня 2000 року.
Здобула 7 одиночних титулів туру ITF.
Завершила кар'єру 2010 року.

## Фінали ITF (7–3)

### Одиночний розряд (7–3)
| Легенда          |
| ---------------- |
| турніри $100,000 |
| турніри $75,000  |
| турніри $50,000  |
| турніри $25,000  |
| турніри $10,000  |

| Фінали за покриттям |
| ------------------- |
| Тверде (2–1)        |
| Ґрунт (0–3)         |
| Трава (0–0)         |
| Килим (1–1)         |

| Результат | Дата            | Категорія | Турнір                              | Покриття   | Суперниця                 | Рахунок       |
| --------- | --------------- | --------- | ----------------------------------- | ---------- | ------------------------- | ------------- |
| Поразка   | 25 вересня 2000 | 10,000    | Глазго, Велика Британія             | Тверде (i) | Зузі Бенш                 | 6–4, 2–6, 3–6 |
| Поразка   | 7 липня 2002    | 25,000    | Штутгарт, Німеччина                 | Ґрунт      | Клодін Шоль               | 3–6, 6–3, 4–6 |
| Перемога  | 9 червня 2003   | 25,000    | Вадуц, Ліхтенштейн                  | Ґрунт      | Наталі В'єрін             | 6–3, 6–1      |
| Поразка   | 9 травня 2005   | 50,000    | Сен-Годан (Верхня Гаронна), Франція | Ґрунт      | Араван Резаї              | 4–6, 6–2, 2–6 |
| Перемога  | 2 липня 2007    | 25,000    | Штутгарт, Німеччина                 | Ґрунт      | Кармен Клашка             | 6–3, 7–6(9–7) |
| Перемога  | 10 липня 2007   | 25,000    | Дармштадт, Німеччина                | Ґрунт      | Юлія Гергес               | 6–0, 7–5      |
| Перемога  | 16 червня 2008  | 25,000    | Стамбул, Туреччина                  | Тверде     | Аріна Родіонова           | 6–2, 6–3      |
| Перемога  | 30 липня 2008   | 25,000    | Штутгарт, Німеччина                 | Ґрунт      | Євгенія Савранська        | 6–0, 6–2      |
| Перемога  | 1 вересня 2008  | 25,000    | Алфен-ан-ден-Рейн, Нідерланди       | Ґрунт      | Флоренсія Молінеро        | 7–6(7–0), 6–0 |
| Перемога  | 8 червня 2009   | 25,000    | Щецин, Польща                       | Ґрунт      | Андреа Сестіні Главачкова | 6–4, 6–0      |